# The Flying Club Cup
The Flying Club Cup to drugi album wydany przez Beirut. Na iTunes pojawił się 9 września 2007, a oficjalnie został wydany przez 4AD 9 października w tym samym roku. Album przeciekł do internetu 26 sierpnia 2007.

## O albumie
Wracając do wczesnych lat XX wieku... w Paryżu był kiedyś festiwal balonów na gorące powietrze. Nazwa albumu pochodzi właśnie stąd, a także z pewnego dziwacznego zdjęcia z 1910 roku, które zostało znalezione przez Leona Gimpela. Było to jedno z pierwszych kolorowych zdjęć na świecie, na World's Fair i pokazuje ono... wszystkie te starożytne balony na gorące powietrze przed startem w środku Paryża. Pomyślałem, że to jedno z najbardziej surrealistycznych zdjęć, jakie widziałem w ciągu długiego czasu.

Słuchałem dużo Jacques'a Brela i francuskich piosenek chanson, osłoniętych przepięknymi aranżacjami i to wszystko - to wszystko było w pewnym sensie nieznanym dla mnie terenem. Więc zacząłem kupować nowe instrumenty i polegać na rzeczach, z którymi niekoniecznie czułem się w pełni komfortowo - na przykład waltornie i eufonium, nosić te duże, epicko duże części dętej orkiestry, których używałem. Trąbki i akordeon zamiast tych wszystkich ukulele - bardzo mocno popchnęło mnie to w świat klasycznej muzyki pop.

Według uwag na koncercie Beirutu na The Society for Ethical Culture w Nowym Jorku 24 września 2007 roku, każda piosenka związana jest z innym francuskim miastem. Kilka piosenek z albumu było granych na trasie koncertowej.

## Lista utworów
Wszystkie piosenki napisane przez Zacha Condona, wyjątki oznaczono.
1. "A Call to Arms" - 0:18
2. "Nantes" - 3:50
3. "A Sunday Smile" - 3:56
4. "Guaymas Sonora" - 3:31
5. "La Banlieue" - 1:58
6. "Cliquot" (Zach Condon, Owen Pallett) - 3:52
7. "The Penalty" - 2:22
8. "Forks and Knives (La Fête)" - 3:34
9. "In the Mausoleum" - 3:11
10. "Un Dernier Verre (Pour la Route)" (Zach Condon, Kendrick Strauch) - 2:51
11. "Cherbourg" - 3:33
12. "St. Apollonia" - 2:59
13. "The Flying Club Cup" - 3:05

## Wideo
Cały album został sfilmowany przez La Blogothèque w Brooklynie. Każda ze ścieżek została sfilmowana jako Take Away Show, wszystkie dostępne są na stronie albumu flyingclubcup.com

## Okładka
Zdjęcia na okładce to prawdopodobnie Guaymas w Sonorze około roku 1930.

## Zespół
- Zach Condon - głos, ukulele, waltornia, trąbka
- Owen Pallett - skrzypce, organy, głos
- Jon Natchez - klarnet, flet, melodica
- Kendrick Strauch - pianino
- Perrin Cloutier - akordeon, kontrabas, głos
- Nick Petree - perkusja, głos
- Kristin Ferebee - głos